# St. Kornelius (Kornelimünster)

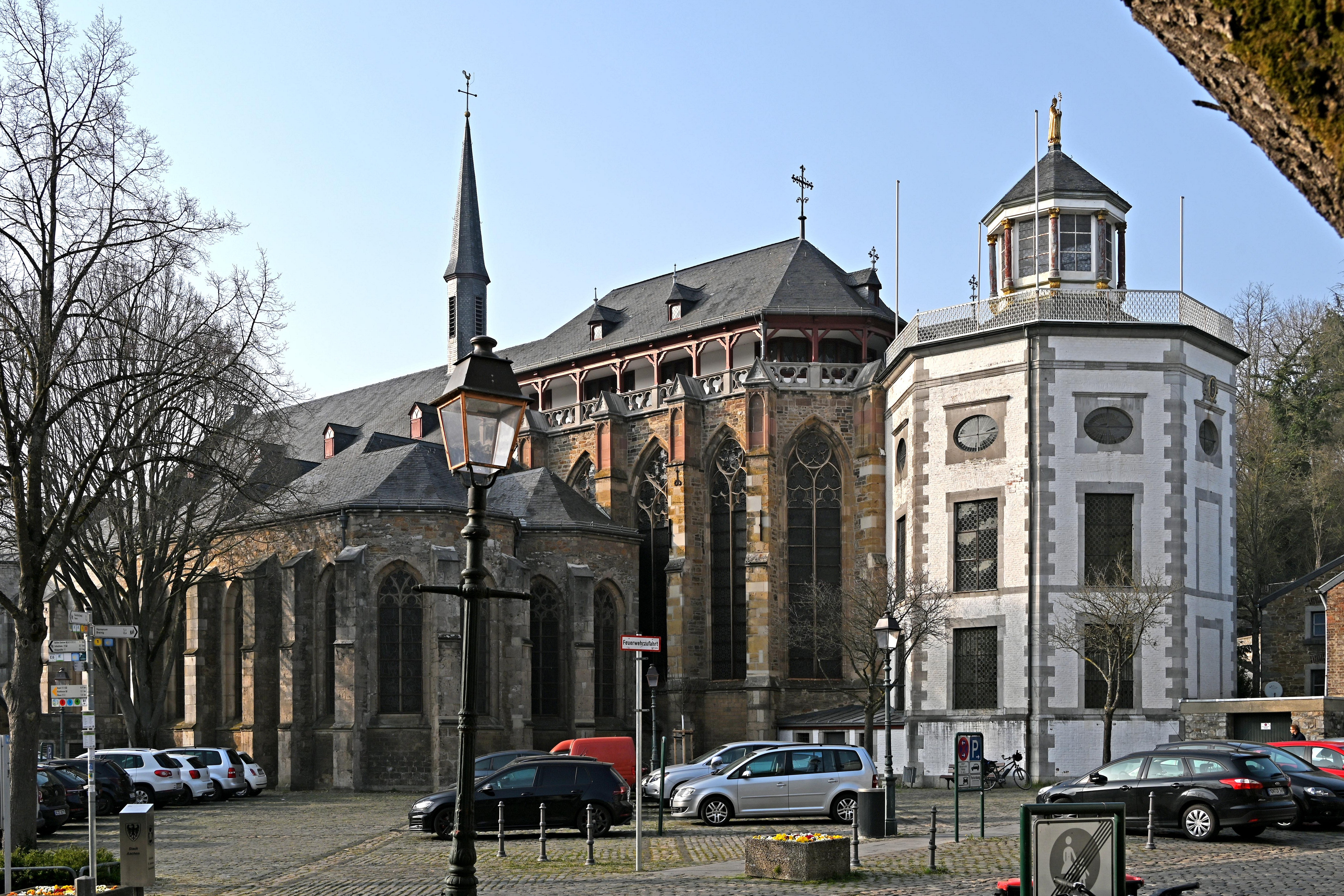
Propsteikirche St. Kornelius, Ansicht von Südosten

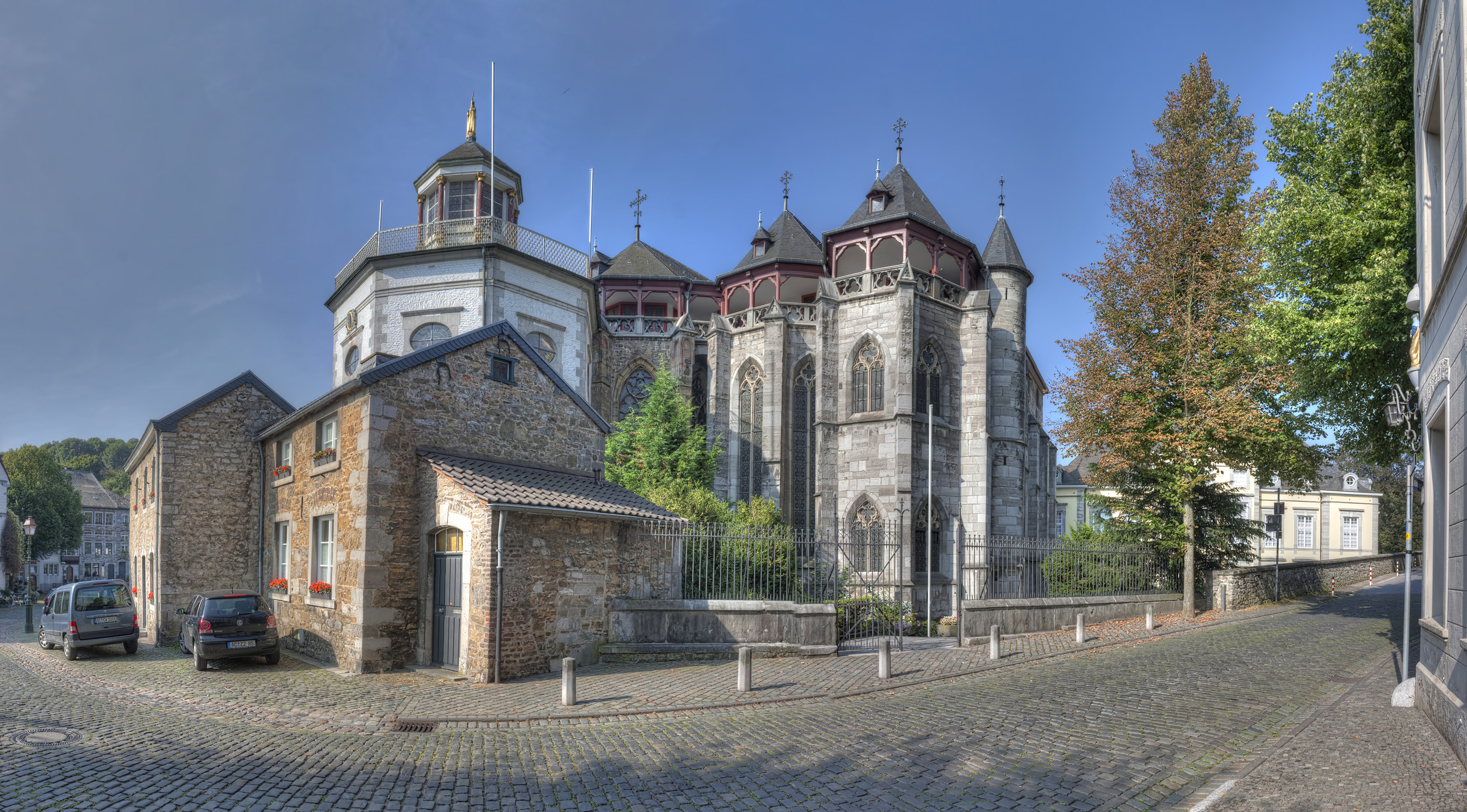
Propsteikirche St. Kornelius, Ansicht von Nordosten

Die Propsteikirche St. Kornelius in Kornelimünster, einem Stadtteil Aachens, ist ein Kirchengebäude der römisch-katholischen Kirche im Bistum Aachen. Die Kirche ist dem heiligen Kornelius gewidmet, der 251 bis 253 Papst war. Ursprünglich war sie die Klosterkirche der Reichsabtei Kornelimünster. Durch die in ihr aufbewahrten Christusreliquien wurde sie zum Ziel zahlreicher Wallfahrten, besonders während der alle sieben Jahre stattfindenden Heiligtumsfahrt Kornelimünster. Nach der Säkularisation in der napoleonischen Zeit wurde sie Pfarrkirche der Pfarrgemeinde Kornelimünster. Zudem blieb sie Wallfahrtskirche und Ziel der alle sieben Jahre stattfindenden Heiligtumsfahrt.
Die Kirche ist eine fünfschiffige Basilika und gehört zu den bedeutendsten Bauwerken rheinischer Baukunst. Der erste Bau aus karolingischer Zeit wurde in ottonischer Zeit durch einen größeren Bau ersetzt, der im 13. und 14. Jahrhundert im gotischen Stil umgebaut wurde. Im 15. Jahrhundert erfolgte eine Erweiterung auf zwei südliche Seitenschiffe, im 16. Jahrhundert eine Erweiterung auf zwei nördliche Seitenschiffe. Im 18. Jahrhundert wurde in Verlängerung des Chors noch die Korneliuskapelle angebaut.

## Geschichte

Bauphasen-Grundriss der Propsteikirche von Leo Hugot

Ursprünglich als Klosterkirche errichtet, wurde St. Kornelius durch die dort aufbewahrten und verehrten Reliquien immer mehr auch zu einer Wallfahrtskirche. Aus dieser doppelten Funktion heraus und den damit einhergehenden Umbauten und Erweiterungen sind einige bauliche Eigenarten wie zum Beispiel der unsymmetrische Grundriss und die unterschiedlichen Höhen der Seitenschiffe im Norden und im Süden zu erklären.
Die Gestalt der zerstörten Vorgängerbauten ist durch zwei archäologische Ausgrabungen in den Jahren 1886–1889 und 1960–1967 bekannt. Anlass für die Grabung im 19. Jahrhundert war die Suche nach dem Grab des Gründers und ersten Abts Kornelimünsters, Benedikt von Aniane. Sie fand unter Leitung des Pfarrers der Aachener Strafanstalt statt. Die Ausgrabung in den 1960er Jahren wurden von dem späteren Aachener Dombaumeister Leo Hugot geleitet, der zu dieser Zeit Bauleiter an der Aachener Dombauhütte war.

### Karolingischer Vorgängerbau
Zur Gründungszeit des durch Ludwig den Frommen gestifteten „Inde-Klosters“ (ca. 814–817) wurde die erste Klosterkirche errichtet und 817 in Anwesenheit des Kaisers geweiht. Sie war eine dreischiffige Basilika mit einer Länge von 26 Metern und einer Breite von 12 Metern. Ihre drei Schiffe waren nahezu gleich breit, wobei das Langhaus insgesamt 10,7 Meter breit und 9,22 Meter lang war. Die Mauerstärken betrugen zwischen 0,7 und 0,9 Meter. Der Fußboden lag 0,71 Meter tiefer, als es heute der Fall ist. Die Kirche hatte bereits dieselbe Ausrichtung wie der heutige Bau. An das Querschiff schloss sich im Osten als Fortsetzung des Mittelschiffes der Chor mit Apsis und zwei Seitenapsiden an, die wohl Kuppeldächer besaßen. Für die räumlichen Trennung von Chorraum und Mittelschiff sorgte ein Lettner. Im Westen stellte ein Westwerk mit drei quadratischen Räumen und Anbauten die Verbindung des Mittelschiffs mit den anschließenden Klostergebäuden her. Sein offenes, hallenartiges Erdgeschoss diente als Ort für Gerichtsverhandlungen und Bestattungen. Offenbar war es auch als Grablege des Kaiserpaares vorgesehen, denn dort wurde eine Doppelgrabanlage aus der Karolingerzeit nachgewiesen. An die Südseite des Querschiffs wurde in der zweiten Hälfte des 9. Jahrhunderts ein rechteckiger Bau als Martyrium angebaut, in dem Reliquien von Märtyrern aufbewahrt wurden.

### Romanische Basilika
Nachdem Kirche und Kloster 881 und 892 bei Normanneninvasionen zerstört worden waren, erfolgte Ende des 10. Jahrhunderts unter Otto III. ein Neubau der Kirche als dreischiffige, romanische Pfeilerbasilika mit zweigeschossigem Westbau. Die flache Holzdecke des Baus wurde durch quadratische Pfeiler mit einer Seitenlänge von 0,8 Metern getragen. Zu Beginn des 13. Jahrhunderts wurde das Martyrium niedergelegt, um Platz zu machen für eine einschiffige Pilgerkirche mit separatem Eingang an der Südseite. Dieses Ensemble beschädigten Aachener Bürger 1310 in einer Fehde zwischen der Stadt Aachen und Gerhard V., dem Grafen von Jülich. Dieser war nicht nur Vogt von Aachen, sondern auch Vogt der Abtei, die ihn im Kampf gegen die Aachener unterstützt hatte. Die Beschädigungen am Kloster scheinen jedoch nicht allzu groß gewesen zu sein, denn die Stadt hatte dafür später nur eine recht kleine Entschädigung zu zahlen. Von der Abteikirche wurde dabei nur der Westbau in Mitleidenschaft gezogen, dessen Wiederaufbau ein von nun an geschlossenes Erdgeschoss und eine Westfassade aus Blaustein mit sich brachte.

### Gotischer Umbau
Ab dem Beginn des 14. Jahrhunderts erfolgte eine grundlegende Umgestaltung des Kirchenraums durch den Anbau eines Chorraums im Stil der Hochgotik mit 5/8-Schluss und Maßwerk-Fenstern. Das Ende der Bauarbeiten ist in die zweite Hälfte des 14. Jahrhunderts zu datieren. Schon ein Jahrhundert zuvor waren in der zweiten Hälfte des 13. Jahrhunderts Kämpfergesims, Bögen und Obergaden des Mittelschiffes im gotischen Stil erneuert worden.
In den 1360er/1370er Jahren brach ein Feuer im Kloster aus, das die Abtei samt Kirche bis auf die Fundamente zerstörte. Bei dem kurz darauf begonnenen Wiederaufbau ließ Abt Johann II. von Levendael (auch Löwendael geschrieben) oder Winrich II. von Kintsweiler anstelle der bisherigen, einschiffigen Pilgerkirche eine neue zweischiffige Kirche errichten, die nun über Bogenstellungen auch eine direkte Verbindung zur Konventkirche besaß. Die heutigen Säulen im Südschiff von St. Kornelius sind Überreste dieses Baus.

### Süd- und Norderweiterungen
Abt Heribert von Lülsdorf begann um die Mitte des 15. Jahrhunderts mit einer erneuten Umgestaltung der Kirche: Die beiden als Pilgerkirche dienenden Südschiffe wurden neu gebaut. Ein Schlussstein im äußeren Südschiff zeigt die Jahreszahl 1470 und kündet damit vom Ende der Bauarbeiten. Zur gleichen Zeit wurde die bisher flache Decke des Mittelschiffes durch ein Kreuzrippengewölbe ersetzt. Dazu setzte man Halbsäulen als Gewölbestützen auf die quadratischen romanischen Pfeiler auf. In der ersten Hälfte des 16. Jahrhunderts erhielt der Westbau an der Nordseite einen Anbau sowie eine Gewölbedecke im Erdgeschoss. Aus der gleichen Zeit stammen die beiden Nordschiffe der Kirche. Sie wurden vermutlich während der Amtszeit des Abts Heinrich III. von Binsfeld (1491–1531) errichtet. Indiz dafür ist sein Wappen auf der Tür sogenannten Abtloge am westlichen Ende des äußeren Nordschiffes. Den Chören der beiden Nordschiffe wurden – gemeinsam mit dem Chor des Mittelschiffes – im 17. Jahrhundert Galerien aufgesetzt, die zur öffentlichen Zurschaustellung der in der Kirche aufbewahrten Heiligtümer dienten.

### Barocke Umgestaltung und Erweiterung

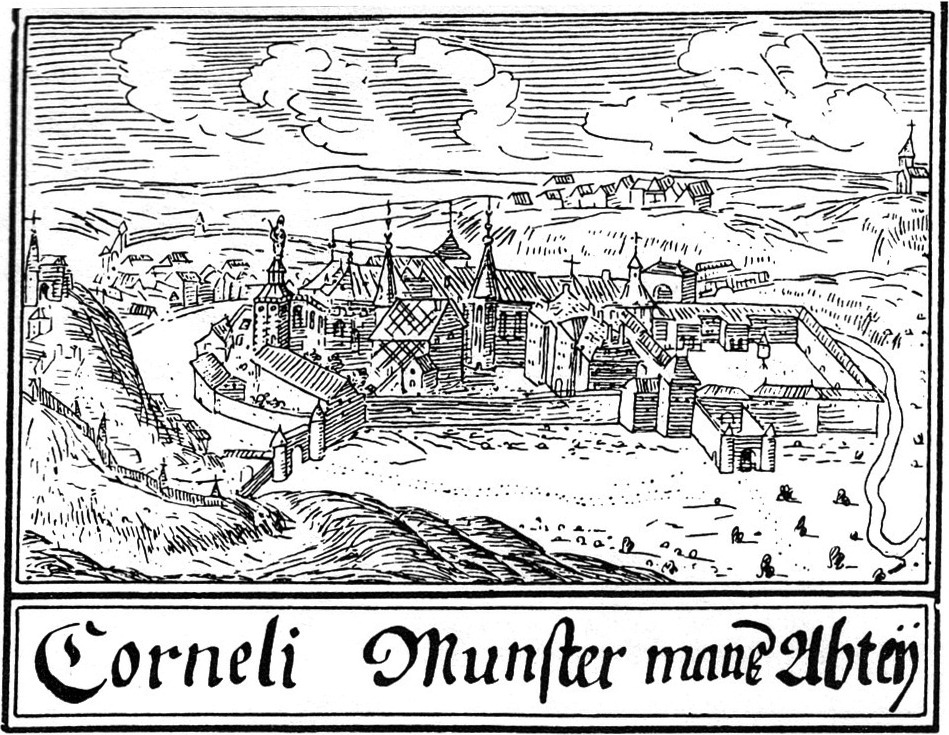
Abbildung der Reichabstei samt Klosterkirche im Codex Welser

Unter Abt Hermann von Eynatten, der dem Kloster von 1620 bis 1645 vorstand, erhielt St. Kornelius eine Innenausstattung im Stil des Barocks. Aus jener Zeit sind noch der Hochaltar, der Benediktusaltar im Chor des inneren Nordschiffes und einige Gemälde erhalten. Bis 1706 erhielt der Chor des Mittelschiffes auf Geheiß des Abts Rüdiger von Neuhoff gen. Ley einen östlichen Anbau in Form der achteckigen Korneliuskapelle, die 1708 geweiht wurde. Um diese Erweiterung realisieren zu können, musste das Mittelfenster des gotischen Chors vermauert werden. In der zweiten Hälfte des 18. Jahrhunderts wurde der Innenraum ein weiteres Mal, diesmal im Stil des Rokoko, verändert. Die Entwürfe dazu lieferte der Aachener Baumeister Johann Joseph Couven. Das Dekor des Hauptaltars, die Kommunionbänke und das Gehäuse der Orgel stammen aus jener Zeit.

### Zeit als Pfarrkirche
Nachdem das Kloster 1802 per Dekret Napoleons säkularisiert worden war und die letzten Mönche im August des gleichen Jahres das Kloster verlassen hatten, wurde St. Kornelius zur Pfarrkirche von Kornelimünster. In den 1830er Jahren fanden erste umfassende Restaurierungen an der Kirche statt. Dabei wurde unter anderem die alte Dachkonstruktion verändert, um Mittel- und inneres Nordschiff unter einem gemeinsamen Dach mit Dachreiter zusammenzufassen. In den 1880er Jahren schlossen sich Ausgrabungen an, welche die Fundamente der Vorgängerbauten freilegten, ehe in der Zeit von 1896 bis 1899 (mit zeitweiser Unterbrechung) die Korneliuskapelle für über 11.000 Mark erneuert und damit vor dem zuvor geplanten Abriss bewahrt wurde. Dabei erfolgte auch eine teilweise Rekonstruktion der Fensterverglasung nach historischem Vorbild. In den 1930er Jahren wurden im Mittelschiff Deckenmalereien in neugotischer Manier auf die in der Barockzeit aufgetragene Kalktünche aufgebracht. Lange Zeit ging die Forschung davon aus, dass diese Dekoration die spätmittelalterliche Originalbemalung sei, doch bei Restaurierungen im Jahr 2013 fand sich die tatsächliche neugotische Bemalung hinter der heutigen. In den 1970er Jahren fanden ebenfalls Restaurierungsarbeiten in der Kirche statt. Dabei wurden unter anderem die Gewölbemalereien im Westbau freigelegt und die heutigen Kirchenfenster installiert.

## Beschreibung

### Lage
Die Propsteikirche St. Kornelius steht mitten im historischen Ortskern von Kornelimünster, der in einer Schleife des Flüsschens Inde liegt, auf einem etwa 100 Meter breiten flachen Landstreifen zwischen dem Fluss und einem Bergrücken, auf dem der Friedhof und die Bergkirche St. Stephanus liegen. St. Kornelius ist zwar geostet, die Mittelachse weicht aber von der exakten Ostrichtung um etwa 15° nach Norden ab. Westlich schließen sich an die Kirche die Gebäude der ehemaligen Reichsabtei Kornelimünster an, im Osten ist die Kirche von einem großen Platz umgeben.

### Äußeres

St. Kornelius im Jahr 1912, Ansicht von Süden

Ihr Aussehen verdankt die Kirche ihrer langjährigen Doppelfunktion als Kloster- und Wallfahrtskirche. Von außen wie im Inneren vermittelt sie einen im Wesentlichen gotischen Eindruck. Sie enthält jedoch noch Bauteile der früheren romanischen Basilika, die ihrerseits einen karolingischen Vorgängerbau ersetzt hatte. Die Kirche besteht aus einem Mittelschiff mit zwei Nord- und zwei Südschiffen. Ihr westliches Ende wird durch einen zweigeschossigen Westbau gebildet. An allen Schiffen sind an deren östlichem Ende Chöre angebaut, die zum Teil Galerien an den Außenseiten besitzen. Der Chor des Mittelschiffes ragt dabei am weitesten nach Osten. Ihm schließt sich östlich die oktogonale Korneliuskapelle im strengen maasländischen Barock mit zwei Reihen Rechteckfenster und darüber liegenden Ochsenaugen an. Ihre gemauerte Brüstung mit abschließendem schmiedeeisernem Gitter verdeckt die Kuppel der Kapelle, sodass von außen nur deren Laterne mit bekrönender Korneliusstatue zu sehen ist.
Das in der Barockzeit außen verputzte Mauerwerk ist heute steinsichtig, sodass sich die unterschiedlichen Baumaterialien sehr gut erkennen lassen. Die Mauern der Südschiffe sowie des Chorschlusses bestehen aus hellbraunem Dolomit-Bruchstein, während bei den Nordschiffen Blausteinquader zum Einsatz kamen. Auffällig ist, dass die Köpfe der Strebepfeiler aus rotem Sandstein gefertigt wurden. Die Maßwerke des Chors wurden in den 1860er Jahren aus Weiberner Tuff erneuert. Der Westbau ist mit Blausteinquadern verkleidet und besitzt Fenster, deren Maßwerk aus Ettringer Tuff ein moderner Ersatz ihrer Vorgänger ist. Die Korneliuskapelle besteht aus Backstein und besitzt Eckquaderungen sowie Gesimse und Fenstergewände aus Blaustein.
Die Kirche kann über zwei Eingänge an der Nord- und Südseite betreten werden, wobei das die südliche Eingangstüre der einstige Haupteingang für die Pilger war. Das Eingangsportal wird von den Statuen der Heiligen Kornelius und Cyprianus flankiert.

### Inneres

Grundriss

St. Kornelius besitzt eine lichte Weite von etwa 51 × 42 Metern. Der Bodenbelag besteht aus Blausteinplatten. Im Langhaus und im Chor besitzen sie unterschiedlich helle Färbungen und sind in einem diagonalen Schachbrettmuster verlegt. Die Verglasungen der Kirchenfenster stammen alle aus dem 19. und 20. Jahrhundert, denn die Fenstergläser der Klosterkirche wurden nach der Säkularisation ausgebaut. Viele der heutigen Fenster wurden in der Zeit von 1971 bis 1976 von Wilhelm Buschulte und von dem Kölner Glasmaler Franz Pauli angefertigt. Lediglich in der Korneliuskapelle gibt es noch einige Original-Verglasungen des 18. Jahrhunderts.

#### Westbau
Der mittlere Raum des Westbaus dient heute der Pfarrgemeinde als Werktagskirche. In seiner Ostwand befand sich bis in das 13. Jahrhundert das Hauptportal. Davor ist die archäologisch nachgewiesene karolingische Doppelgrabanlage durch zwei Platten im Boden markiert. Gemauerte Beisitzerbänke erinnern an die einstige Nutzung des Erdgeschosses als Gerichtsstätte. Von dem höher gelegenen nördlichen Raum des Westbaus führt eine Tür aus der Zeit um 1500 zum inneren Nordschiff. Ihr Sturz zeigt das Wappen des Abts Heinrich von Binsfeld. Dem Westbau schließt sich im Norden ein Rest des ehemaligen Kreuzganges der Abtei an. Er dient heute als Schatzkammer, in der Reliquiare und ein Chormantel aus dem 15. Jahrhundert ausgestellt sind. Die Malereien am Kreuzgewölbe dieses Raums stammen vom Anfang des 16. Jahrhunderts und wurden 1974 freigelegt, jedoch nicht restauriert. Das Wappen Heinrichs von Binsfeld ist im Obergeschoss auch im Schlussstein des Kreuzrippengewölbes aus dem 16. Jahrhundert zu finden. 

##### Orgel

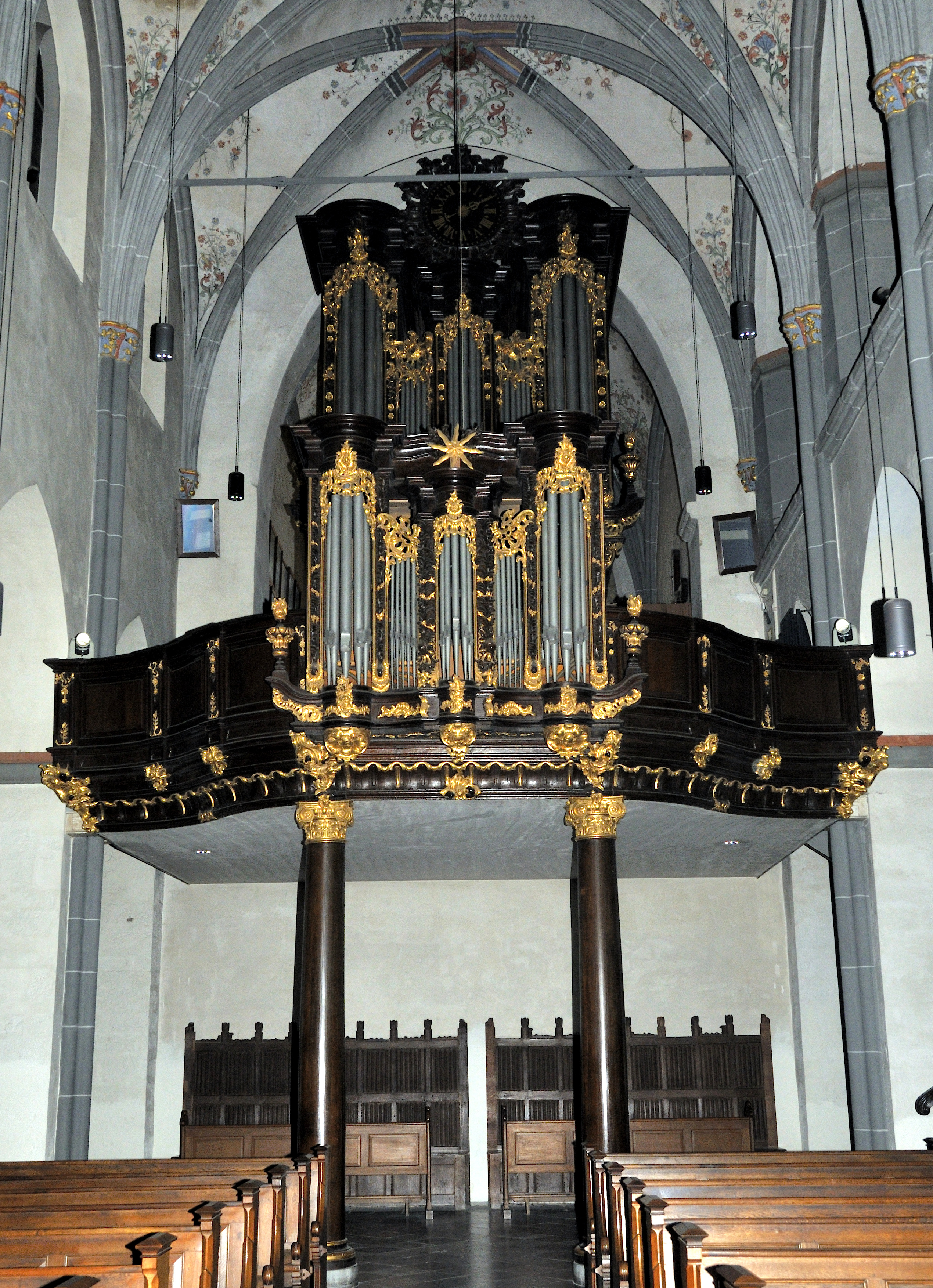
Orgel auf der Empore im Westbau

Darunter steht auf einer Empore die Orgel, die 1963 von der Orgelbaufirma Georg Stahlhuth aus Aachen im bereits vorhandenen Rokoko-Gehäuse des Vorgängerinstruments installiert wurde. Die erste Orgel wurde 1763 von dem Orgelbauer Johann Theodor Gilmann mit 19 Registern auf zwei Manualen und angehängtem Pedal erbaut. 1913 wurde sie durch ein neues Instrument der Bonner Orgelbaufirma Klais ersetzt, das 1963 die St. Nikolaus-Kirche in Aachen erhielt. Die heutige Orgel besitzt 29 Register auf zwei Manualen und Pedal. Die Spieltrakturen sind mechanisch.
| I Rückpositiv C–g3 |                    |       |
| 01.                | Rohrquintadena (D) | 8′    |
| 02.                | Gedackt (B/D)      | 8′    |
| 03.                | Praestant          | 4′    |
| 04.                | Blockflöte         | 4′    |
| 05.                | Oktave             | 2′    |
| 06.                | Sifflöte           | 1 ⁄3′ |
| 07.                | Carillon II–III    |       |
| 08.                | Scharf IV–VI       |       |
| 09.                | Holzdulcian        | 8′    |
| 10.                | Schalmey           | 4′    |
|                    | Tremulant          |       |

| II Hauptwerk C–g3 |              |        |
| 11.               | Quintade     | 16′    |
| 12.               | Principal    | 08′    |
| 13.               | Rohrgedeckt  | 08′    |
| 14.               | Gemshorn     | 08′    |
| 15.               | Oktave       | 04′    |
| 16.               | Spillflöte   | 04′    |
| 17.               | Nasat        | 02 ⁄3′ |
| 18.               | Querflöte    | 02′    |
| 19.               | Mixtur IV–VI | 01 ⁄3′ |
| 20.               | Cimbel III   | 01⁄3′  |
| 21.               | Trompete     | 08′    |

| Pedal C–f1 |                 |         |
| 22.        | Subbaß          | 16′     |
| 23.        | Principalbaß    | 08′     |
| 24.        | Gedacktbaß      | 08′     |
| 25.        | Quintbaß        | 05 1⁄3′ |
| 26.        | Oktavbaß        | 04′     |
| 27.        | Rauschpfeife IV |         |
| 28.        | Posaune         | 16′     |
| 29.        | Baßtrompete     | 08′     |

- Koppeln: II/I, I/P, II/P

#### Mittelschiff und Chor

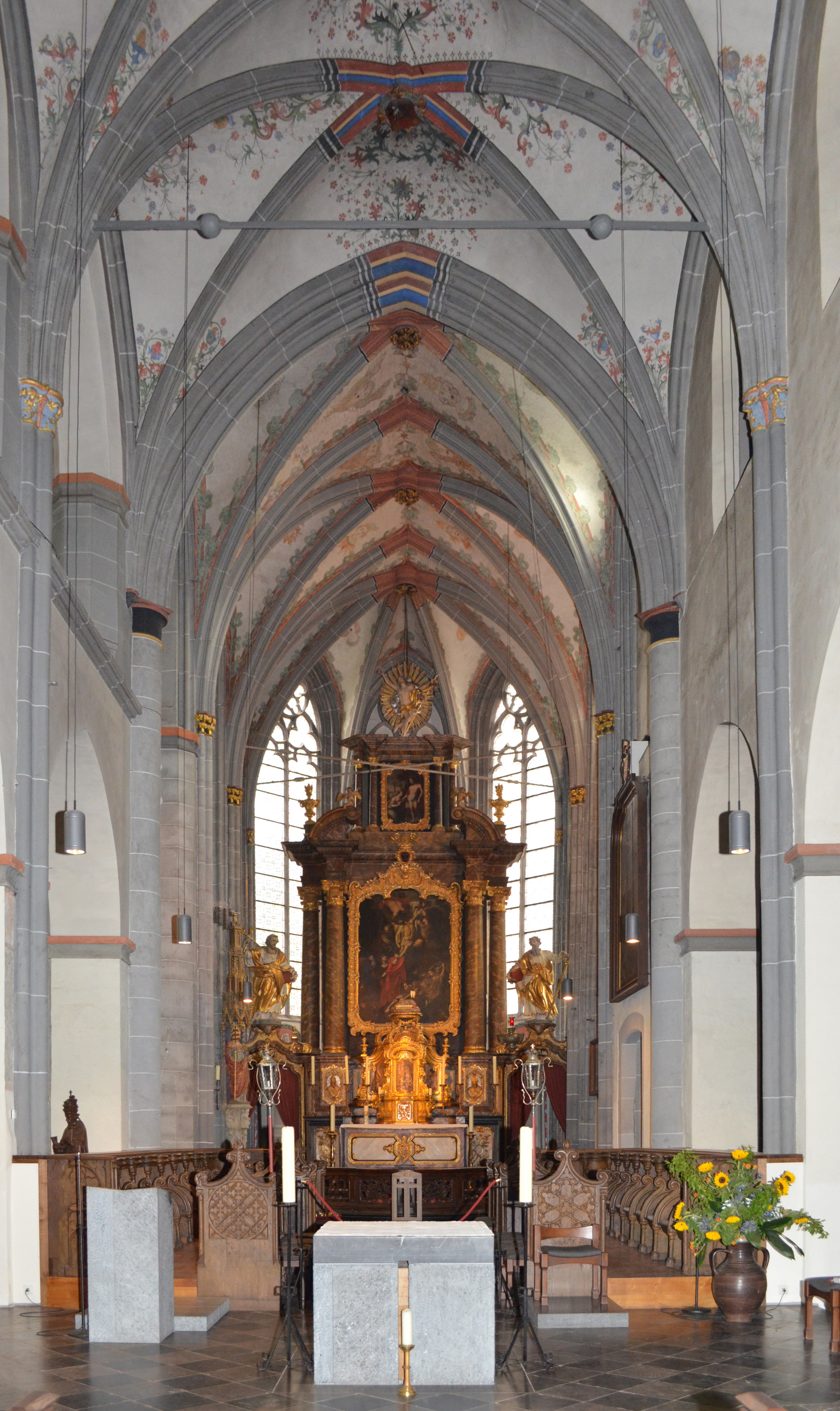
Barocker Hochaltar im Chor des Mittelschiffes

Das Mittelschiff ist heute der Ort der Gemeindeliturgie. Die Rippen seines mittleren Gewölbejochs teilen sich zur Mitte hin und bilden einen Stern, der sich um einen runden Schlussstein legt. Dieser Stein zeigt ein von Strahlen umgebenes Dreieck und das Allwissende Auge. Dazu trägt der Schlussstein die Inschriften Deus trinus et unus und Deus lux vera (deutsch „Gott ist dreifaltig und einer“ und „Gott ist das wahre Licht“). An der Südseite sind die Obergadenfenster vom Dach der Südschiffe verdeckt. Im östlichen Bereich des Mittelschiffes steht das um 1317 unter dem Einfluss der Kölner Dombauhütte geschaffene Chorgestühl. Es besitzt 32 Sitze und ist damit eines der ältesten und vollständigsten Gestühle des Rheinlandes. Von 1997 bis 1999 restauriert, wurde es anschließend an seinem vermuteten ursprünglichen Ort wieder aufgestellt. Die noch erhaltenen Miserikordien zeigen kunstvolle Schnitzereien. Früher durch einen Lettner vom Chorgestühl getrennt, schließen sich der hochgotische Chor und die Apsis an. Im Laufe der Geschichte wurden diese beiden Teile oft verändert, so zum Beispiel beim Bau der Seitenschiffe und bei der Errichtung der Korneliuskapelle. Im Original erhalten ist jedoch die steinerne Statue des heiligen Kornelius, die etwa 1460 vom Abt Heribert von Lülsdorf gestiftet wurde. Sie steht auf einem hohen Sockel und unter einem fialenbekrönten Baldachin am ersten nördlichen Pfeiler des Chors. Dessen heutige Glasfenster wurden erst 1960 installiert. Mittelpunkt des Chors ist der barocke Hochaltar. Er stammt aus der Zeit, als Hermann von Eynatten der Abtei vorstand, wurde aber um 1750 nach Entwürfen Johann Joseph Couvens in Rokoko-Manier verändert. Der Altar zeigt eine Kreuzabnahme von dem Rubens-Schüler Gérard Douffet, darüber ein kleineres Gemälde eines unbekannten niederländischen Malers aus dem 17. Jahrhundert. Bekrönt wird der Altar von der Holzfigur des auferstandenen Jesus Christus. Auf dem Tabernakel findet sich ein Relief mit der Darstellung des Letzten Abendmahls, an dessen Seiten Motive aus dem Alten Testament: das Opfer Isaaks und der Mannaregen. Rechts und links des Altars schließen sich Türanbauten mit den Statuen des heiligen Petrus und des heiligen Paulus aus der Zeit des Rokokos an. Sie führen zu der sich anschließenden Korneliuskapelle.

#### Südliche Seitenschiffe

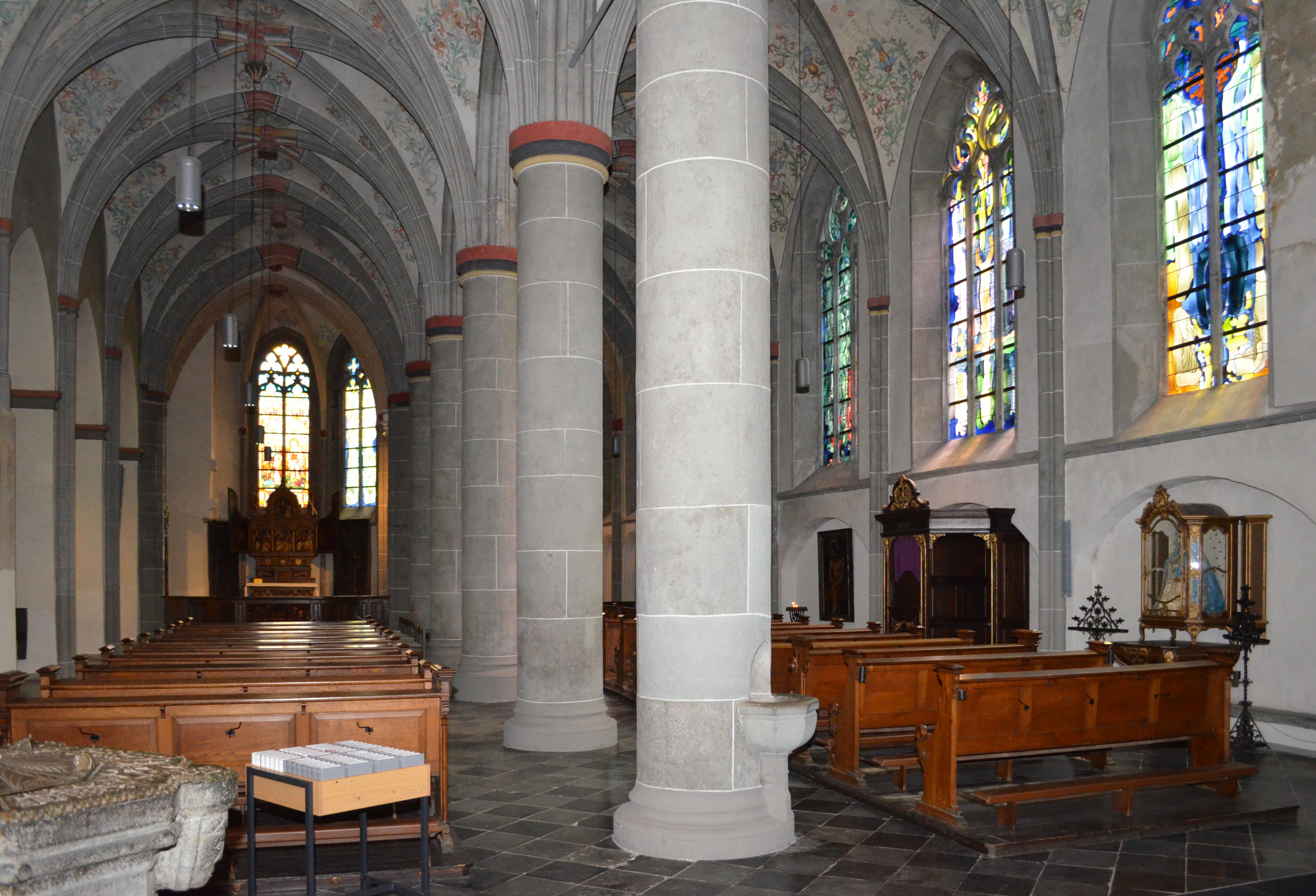
Südliche Seitenschiffe
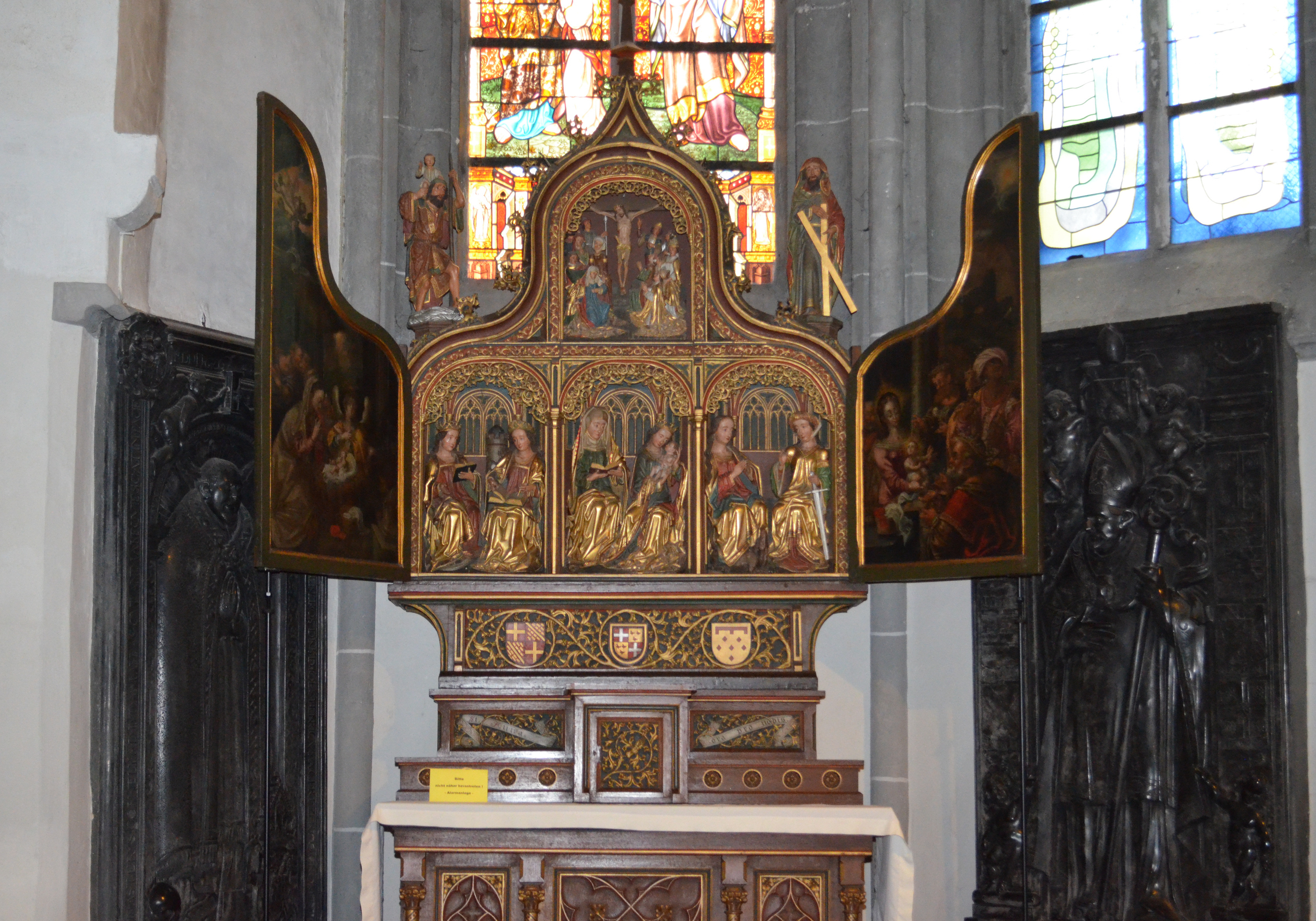
Anna-Altar mit Heiligen

Die beiden durch Säulen getrennten Südschiffe waren der übliche Ort der Reliquienverehrung für Pilger und Wallfahrer. Über den südlichen Eingang gelangten sie in das äußere Marienschiff und zogen durch das innere Annaschiff zurück zum Ausgang. Eine mittelhochdeutsche Inschrift in einem Gewölbeschlussstein datiert die südlichen Seitenschiffe in das Jahr 1470. Ihre Namen besitzen sie von den in den Apsiden aufgestellten Altären. Der Marienaltar besteht aus einem gotischen Unterbau mit einem später hinzugefügten barocken Aufsatz und einer Madonnenstatue aus dem 14. Jahrhundert. Der Anna-Altar in der Apsis des inneren Südschiffes wurde zu Beginn des 16. Jahrhunderts von Meister Tilman angefertigt und zählt zu den Hauptwerken der niederrheinisch-kölnischen Schule. In der Mitte ist die Darstellung Anna selbdritt, links die heiligen Barbara und Katharina, rechts die heiligen Dorothea und Margareta. Oberhalb des Mittelteils die Kreuzigungsgruppe mit dem Stifter und dem Hl. Kornelius. Der damalige Abt Heinrich von Binsfeld gab als Stifter den Auftrag zu dem Schnitzaltar, um dort das im Jahr 1501 für kurze Zeit in Kornelimünster befindliche Annahaupt, eine Reliquie der heiligen Anna, die heute in der Dürener Kirche St. Anna aufbewahrt wird, zeigen zu können. Auf dem Retabel stehen Figuren der Heiligen Christophorus und Andreas. Die Innenseiten der Altarflügel zeigen links die Geburtsszene und rechts die Anbetung der Könige. Auf der Predella sind drei Abtswappen zu sehen. An den Wänden rings um den Ende des 19. Jahrhunderts restaurierten Altar hängen drei Epitaphe ehemaliger Äbte Kornelimünsters.

#### Nördliche Seitenschiffe

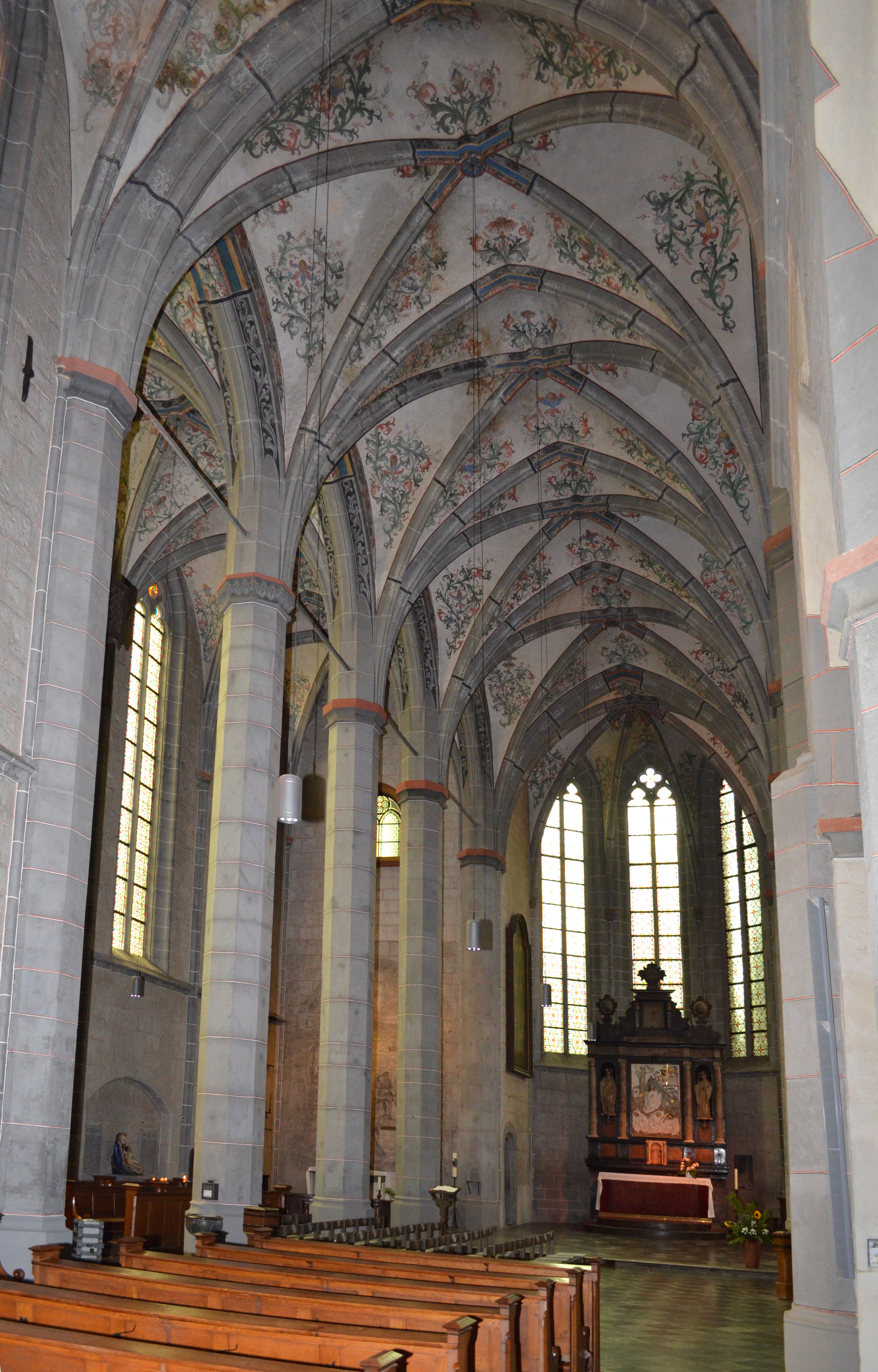
Nördliche Seitenschiffe
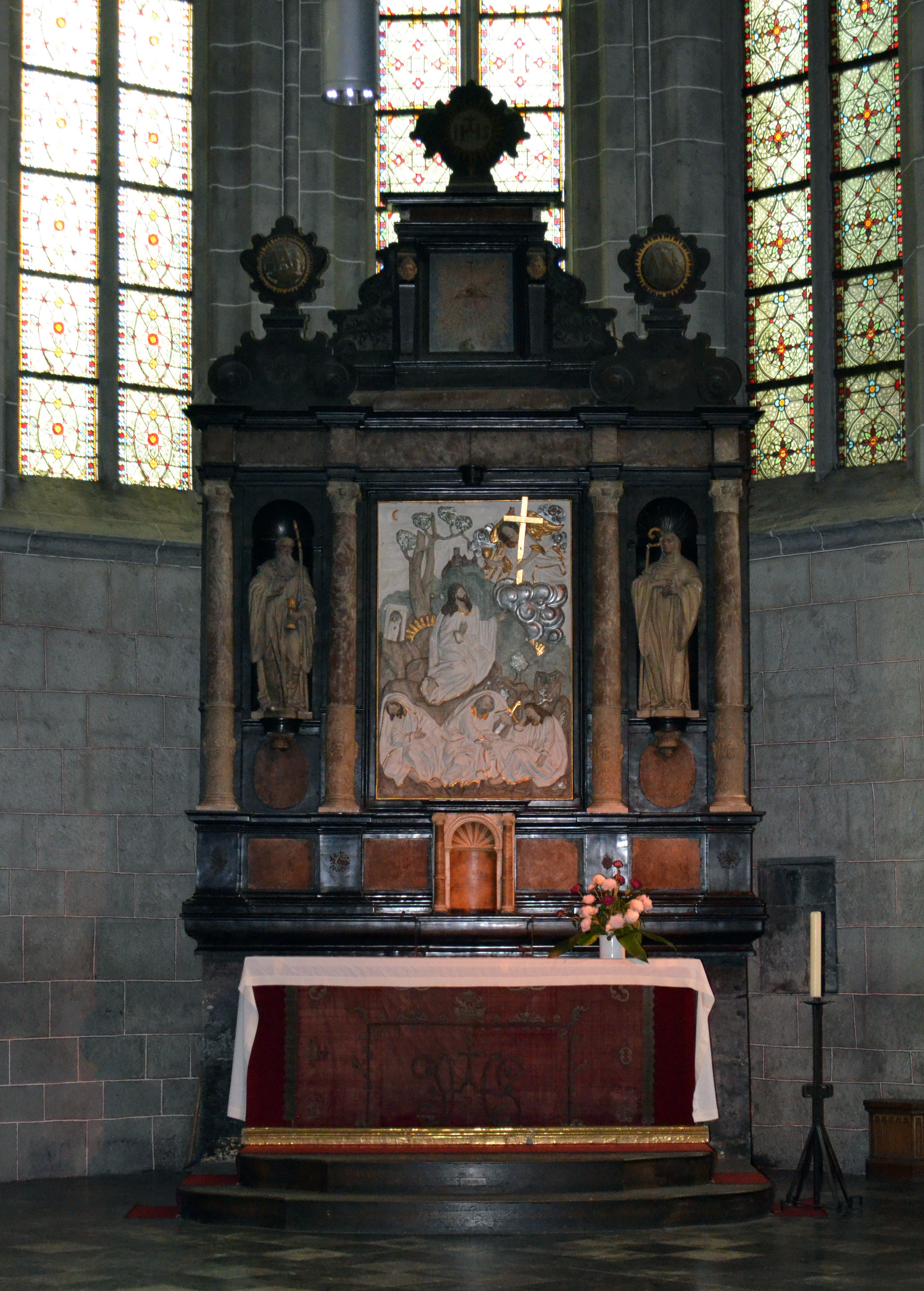
Benediktus-Altar

Die beiden durch achteckige Pfeiler getrennten Nordschiffe dienten ebenfalls der Reliquienverehrung, jedoch waren sie besonderen Gästen des Abts vorbehalten. Auch ihre Namen resultieren aus den in ihnen aufgestellten Altären. Das innere Benediktusschiff erhielt den Namen nach einem barocken Altar, der in seinem Chor mit 5/8-Schluss aufgestellt ist. Sein zentrales Holzrelief ist von den Stuckfiguren des heiligen Benedikt von Nursia und seiner Schwester Scholastika umrahmt. Das äußere Nordschiff wird nach dem schlichten Kreuzaltar an der Ostwand Kreuzschiff genannt. Darüber findet sich an der Wand eine Grisaillemalerei mit einer Golgathaszene, die bei Restaurierungsarbeiten in den Jahren 1981/1982 freigelegt wurde. Hinter der Ostwand mit dem Kreuzaltar schließt sich dem Schiff eine Doppelkapelle an. Ihr Erdgeschoss wurde früher als Sakristei genutzt, während das Obergeschoss die Heiligtumskapelle aufnimmt. Dort werden die drei Biblischen Heiligtümer aufbewahrt. Sie werden den Gläubigen alle sieben Jahre bei einer Wallfahrt gezeigt. Früher konnte der Abt hochgestellten Persönlichkeiten die Ehre erweisen, die Heiligtümer auch außerhalb dieses Turnus zu zeigen. Dazu besitzt die Heiligtumskapelle ein kleines zum Kreuzschiff zeigendes Spitzbogenfenster, durch das die Reliquien den besonderen Gästen gezeigt wurden, während diese in der sogenannten Abtloge an der gegenüberliegenden Westseite des Kreuzschiffes saßen. Über einen außen liegenden runden Treppenturm kann diese Loge erreicht werden. Zu den Personen, denen die Heiligtümer außerhalb des üblichen Termins gezeigt wurden, zählte zum Beispiel Kaiser Wilhelm II.

#### Korneliuskapelle

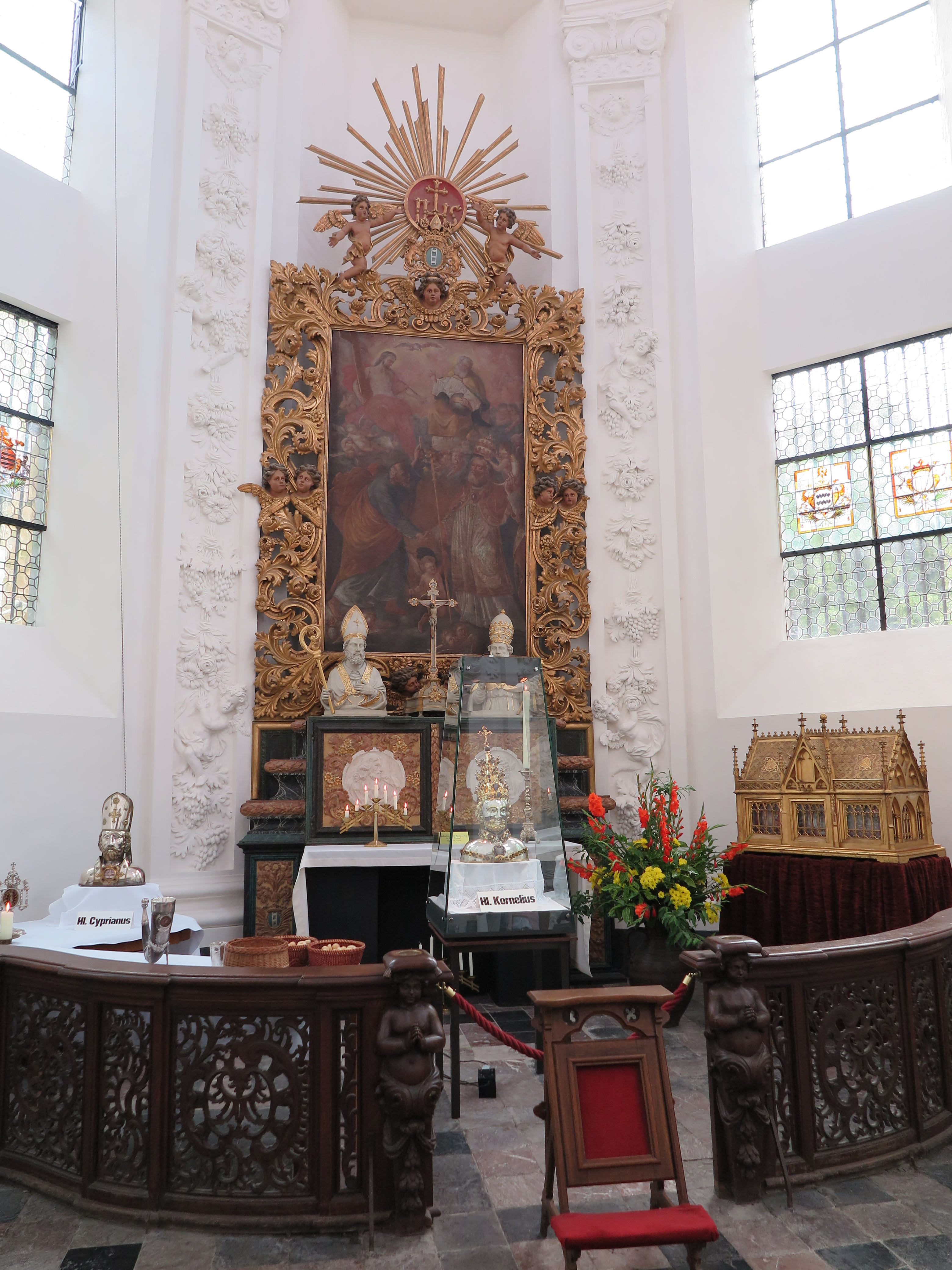
Altar in der Korneliuskapelle

Die zur Aufbewahrung der Korneliusreliquien errichtete Korneliuskapelle besitzt einen Durchmesser von neun Metern. Ihr Inneres ist besonders reich dekoriert. An der Ostseite steht ein großer vergoldeter Barockaltar, in dessen Tabernakel früher die Korneliusreliquien aufbewahrt wurden. Das Altarbild stammt von einem unbekannten Künstler des 18. Jahrhunderts. Zu beiden Seiten des Altars fanden sich früher zwei über zwei Meter hohe Figuren des heiligen Petrus und des heiligen Paulus aus der Zeit des Barocks. Sie flankierten zuvor den Hochaltar im Mittelschiff. Die Ecken der Kapelle zeigen Stuckpilaster mit korinthischen Kapitellen und sind üppig mit Festons und Putten geschmückt. Auch die Kuppeldecke zeigt reichen Stuckdekor.

### Kirchenschatz
Ein Teil des Kirchenschatzes ist heute in der Schatzkammer am Westbau ausgestellt. Die wichtigsten Reliquiare sind jedoch weggeschlossen und werden nur zu bestimmten Zeiten gezeigt. Zu diesen zählen diverse Reliquien im Zusammenhang mit dem heiligen Kornelius und drei Christusreliquien.

#### Biblische Heiligtümer
Die Christusreliquien werden auch die Biblischen Heiligtümer genannt. Sie sollen dem Kloster schon bei seiner Gründung von Ludwig dem Frommen übereignet worden sein. Bei ihnen handelt es sich um das Schürztuch, das Grabtuch und das Schweißtuch Jesu. Alle sieben Jahre werden sie anlässlich der gleichzeitig mit der Aachener Heiligtumsfahrt stattfindenden Heiligtumsfahrt Kornelimünster der Öffentlichkeit gezeigt. Das Schürztuch ist ein etwa 2,3 Meter langes Kreuzgewebe aus Leinen, mit dem Jesus der Überlieferung nach die Füße der Jünger bei der Fußwaschung während des letzten Abendmahls abgetrocknet haben soll. Weil im Laufe der Geschichte diverse Stücke aus ihm herausgeschnitten worden sind, ist es an verschiedenen Stellen unterschiedlich breit. Die schmalste Stelle misst 68 cm. Das Tuch ist seit 1895 auf eine Unterlage aus roter Seide aufgenäht und weist in seiner Mitte einen dunklen Fleck auf, der im Volksmund Judasfuß genannt wird. Das Schweißtuch soll im Grab Jesu gelegen haben, als Johannes und Petrus es am Ostermorgen betraten. Das rund 4 × 6 Meter große, sehr feine Byssusgewebe wurde, mehrfach gefaltet, auf eine rote Seidenunterlage aufgenäht. Auf das etwa 1,8 Meter breite und 1,05 Meter lange Grabtuch wurde – gemäß der Tradition – Jesus nach der Kreuzabnahme gelegt. Das aus feinem Byssusleinen gewebte Tuch macht durch zahlreiche kultische Zeichen und Symbole den Eindruck einer Zierdecke.

#### Korneliusreliquien
Die Hälfte des Grabtuchs Jesu soll unter Karl dem Kahlen im Tausch gegen eine Schädel- und Armreliquie des heiligen Kornelius in das Kloster von Compiègne gebracht worden sein, wo es später verbrannte. Die Korneliusreliquien sind jedoch urkundlich erst für das Jahr 1359 in der Abtei verbürgt. Der Schädelknochen wird in einer um das Jahr 1360 unter dem Abt Johann von Levendael entstandenen Büste aufbewahrt. Diese ist aus getriebenem Silber, besitzt Vergoldungen und ist mit zahlreichen Edelsteinen besetzt. Auf dem Kopf der 78 cm hohen Büste sitzt eine aus drei Kronen gebildete Tiara. Das Armreliquiar stammt ebenfalls aus dem 14. Jahrhundert. Zu den Korneliusreliquien zählt auch das sogenannte Korneliushorn, ein in Silber gefasstes, 30 cm hohes Büffelhorn. Es könnte im 10. Jahrhundert aus der Abtei Stablo nach Kornelimünster gelangt sein. Die Korneliusreliquien werden alljährlich im September während der Kornelioktav in der Korneliuskapelle ausgestellt.

#### Sonstige Reliquien
Zwei weitere kunsthistorisch und kultisch wichtige Reliquien gehören zum Kirchenschatz: zum einen die Cyprianusbüste, zum anderen das Stephanus-Reliquiar. Die Cyprian-Reliquie ist der Teil eines Schädelknochens und wird in einer silbergetriebenen Büste aufbewahrt, die im 17. Jahrhundert unter dem Abt Hermann von Eynatten entstanden ist. Die teilvergoldete Büste ist 59 cm hoch und trägt eine Mitra auf dem Kopf. Das Stephanus-Reliquiar ist ein ovaler Glaskörper, der an beiden Seiten von gedrehten Säulchen aus Silber flankiert wird. Darüber befindet sich ein filigraner Aufbau mit einer kleinen Statuette des Heiligen. Die Höhe des Reliquiars beträgt 38 cm. Es wurde 1734 unter dem Abt Hyazinth Alfons Graf von Suys gestiftet, wovon eine lateinische Inschrift auf seinem Fuß berichtet.

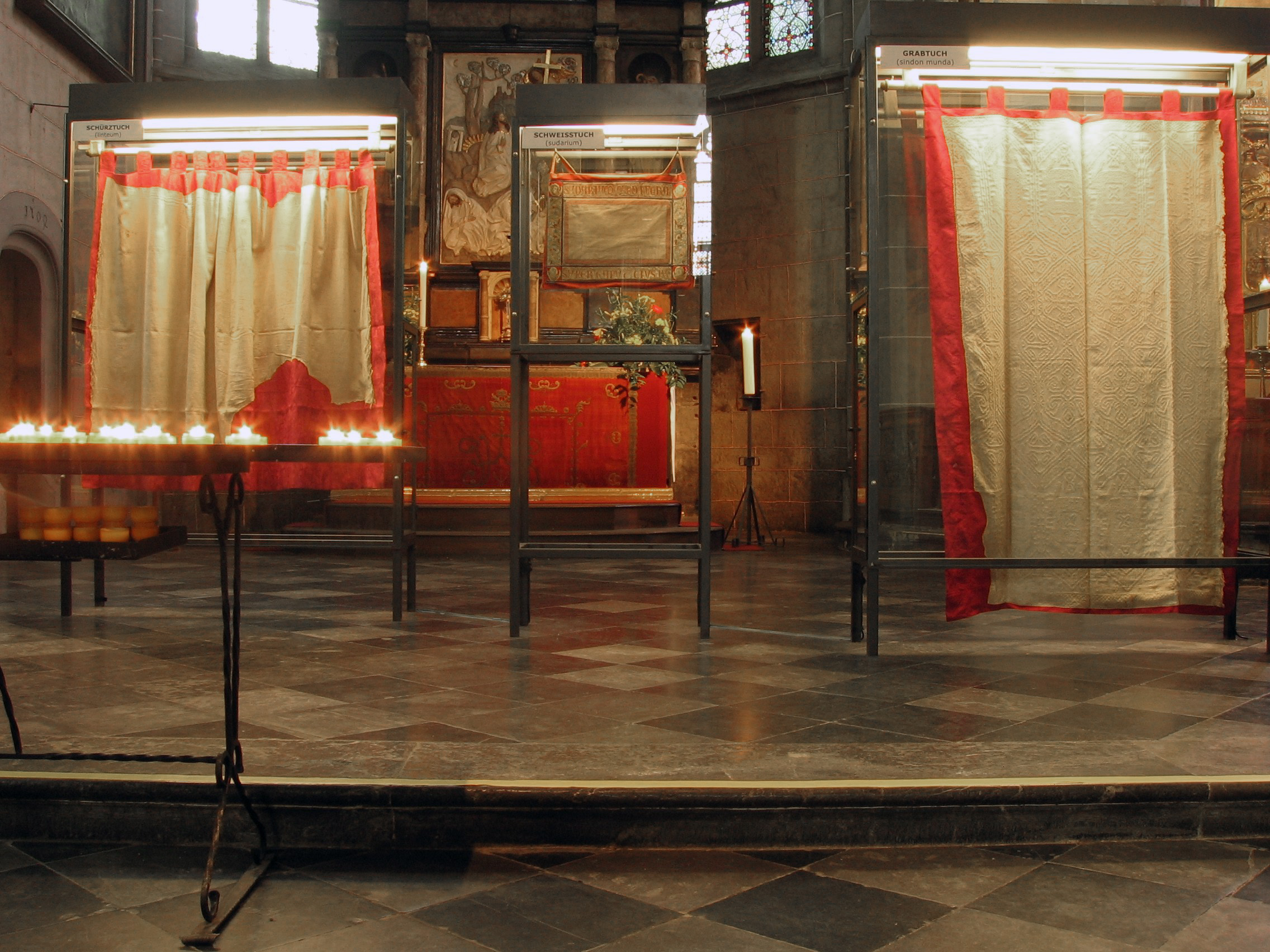
Die Biblischen Heiligtümer
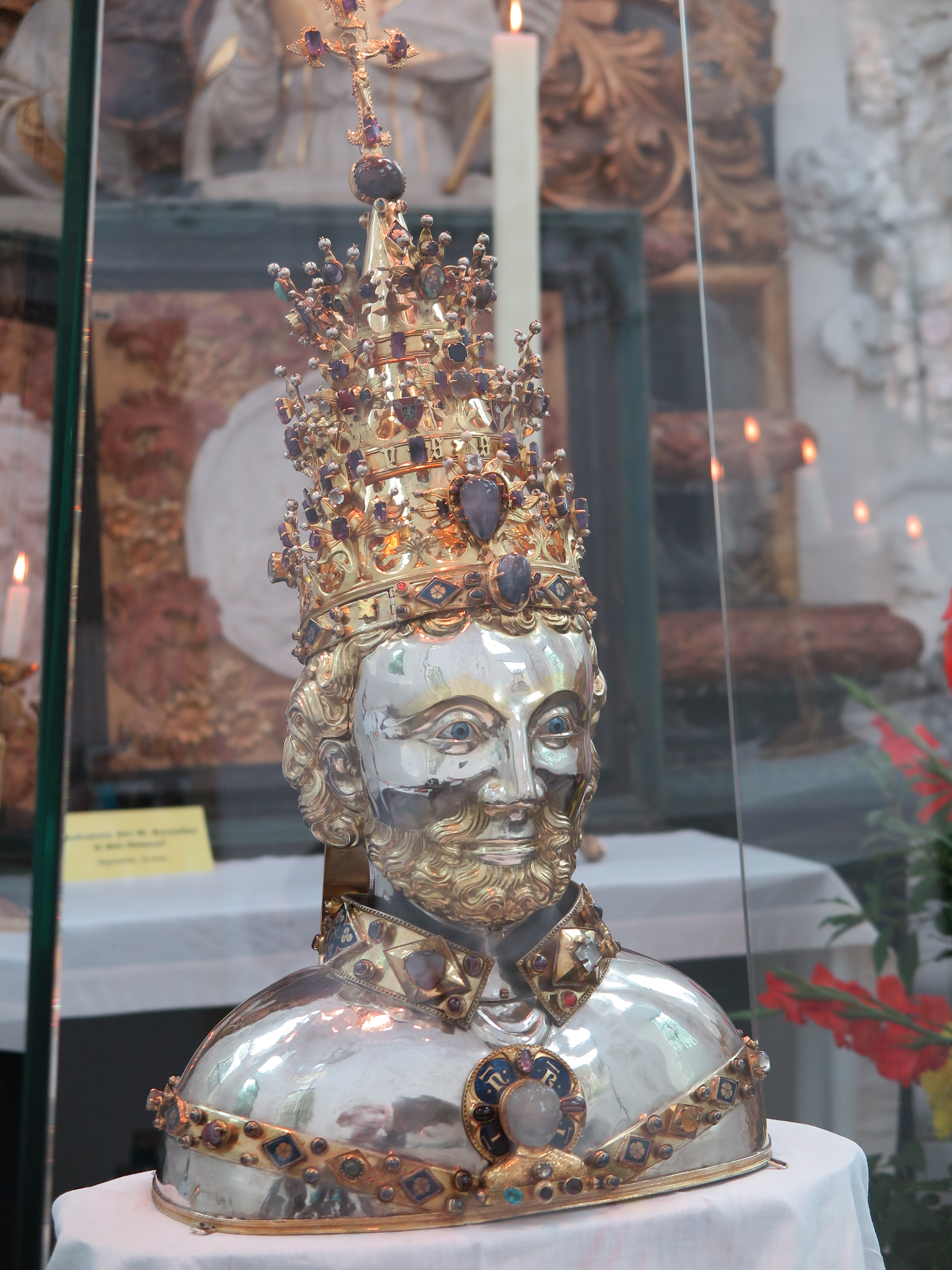
Korneliusbüste
Korneliushorn
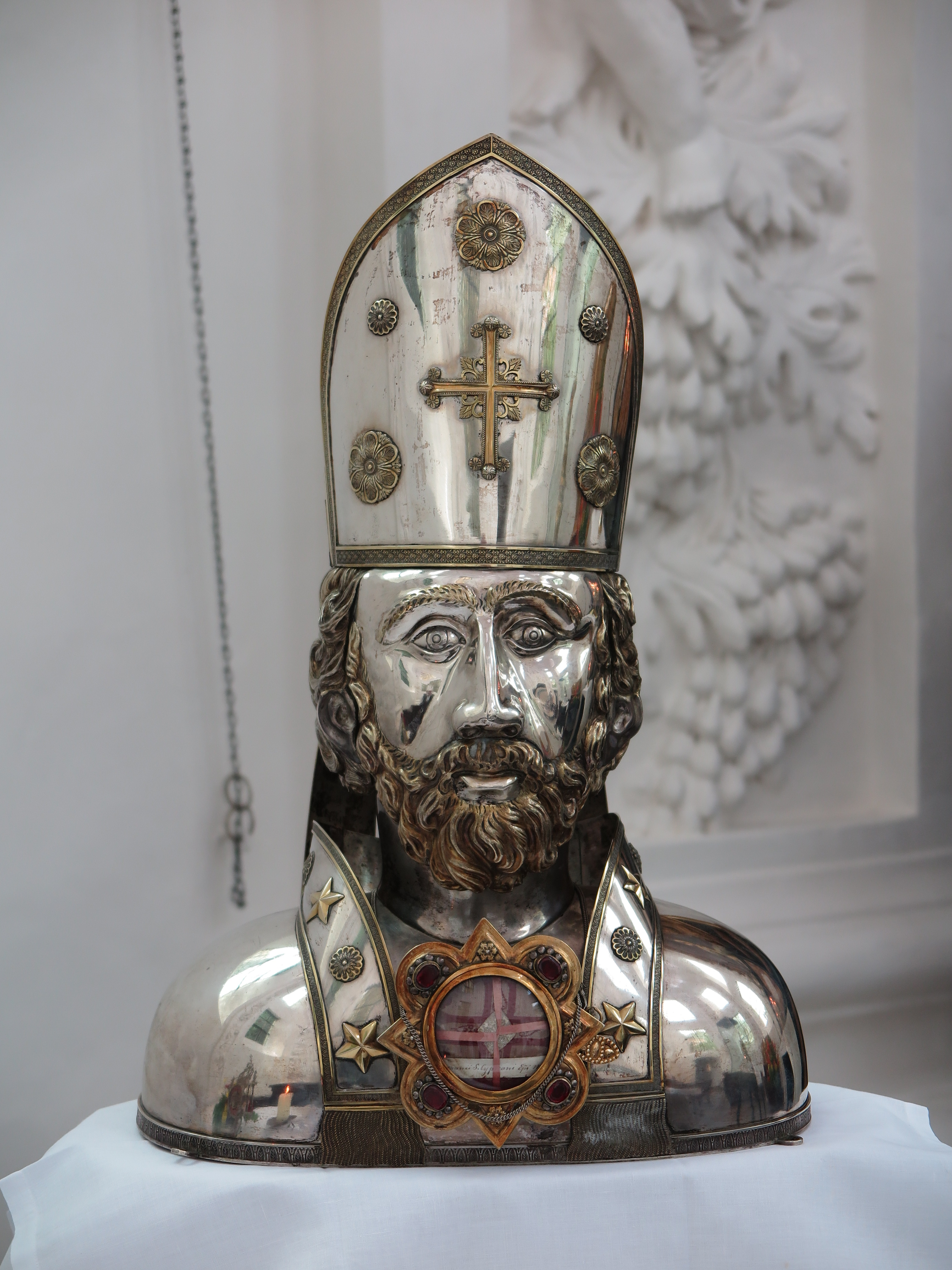
Cyprianusbüste